# Fejszámolási módszerek
A fejszámolás szó szerint értendő fogalom, jelentése fejben számolni. Az alábbi cikkben különböző hasznos és érdekes trükkök találhatók, melyek által nem csak leegyszerűsíthetjük a fejben való számításainkat, hanem biztos tudásra is szert tehetünk vele. Hogyan kell két-háromjegyű számokat fejben négyzetre, köbre emelni? Háromjegyű számokat öss
Mindenki képes rá, hiszen a fejszámolás nem veleszületett képesség. Mindenki képes határok nélkül fejleszteni a memóriáját, logikáját és matematikai készségét. Egy idő után a sok gyakorlás miatt az ember képes ráérezni egyre gyorsabban a matematikai műveletek könnyebb útjára, így egyre gyorsabban jut majd el majd a végeredményhez is.
„A fejszámolás titkainak értékéből nem von le az, ha tudják, hogyan működik. Mikor a számtan megy, akkor nem akadunk el magával a számolással, és a számok csodálatos természetére. A fejszámolás elsajátításával a racionális számok olyan gyorsan eszedbe jutnak majd, hogy a fejedben kicsit több hely marad azon gondolkodni, miért működik így a világ, és rájössz arra, hogy a természetben mindennek megvan a végeredménye'” – Bill Nye

## Szorzás 11-gyel

### Kétjegyű számok szorzása
Könnyen észrevehető egy érdekes szabályosság kétjegyű számok és 11 szorzása esetén. Főleg, ha nincs benne 10-es átlépés. Nézzük meg egy példán, miről is van szó:
{\displaystyle 35\cdot 11=3{\underline {8}}5}
A szabály, hogy adjuk össze a szám számjegyeit, és írjuk be a két szám közé.
{\displaystyle 54\cdot 11=5{\underline {9}}4}
Az eredmény 594, mert
{\displaystyle 5+4=9\,}
A következő, a tízes átlépés. Mi történik a következő szorzásnál?
{\displaystyle 49\cdot 11}
Ugyanúgy összeadjuk a számjegyeket.
{\displaystyle 4+9=13\,}
Mivel tízes átlépés történt, az 1-et hozzáadjuk a szám első jegyéhez, és a 3-ast pedig beírjuk a két szám közé, ahogy eddig csináltuk. Tehát a szorzás így néz ki:
{\displaystyle 49\cdot 11={\underline {53}}9}
{\displaystyle 4+9=\nearrow 13}

### Háromjegyű számok szorzása
Ha háromjegyű számot szorzunk 11-gyel, össze kell adni az első és a középső számjegyet, a középső és az utolsó számjegyet, majd be kell írni őket az első és az utolsó számjegy közé. Például:
{\displaystyle 214\cdot 11=2{\underline {35}}4}
Ha tízes átlépés történik:
{\displaystyle 987\cdot 11}
Ugyanúgy összeadjuk a számjegyeket, mint az előző példában.
{\displaystyle 9+8=17\,} és {\displaystyle 8+7=15\,}
Először 1-et hozzáadunk a 9-hez az első tízes átlépés miatt és leírjuk mellé a 7-est. Ezután nézzük a 15-öt. Mivel itt is tízes átlépés van, 1-et hozzá kell adnunk az előző számjegyhez, a 7-hez, utána pedig leírhatjuk az 5-öst, majd végére a 7-est.
{\displaystyle 987\cdot 11=10{\underline {85}}7}
{\displaystyle 987\rightarrow 9{\underline {1715}}7\rightarrow {\underline {107}}157\rightarrow 10857}
Természetesen a módszer többjegyű számokra is működik.
{\displaystyle 472634\cdot 11=5198974}
{\displaystyle \rightarrow 4\quad {\underline {11\ 9\ 8\ 9\ 7}}\quad 4}
{\displaystyle \rightarrow 5\quad {\underline {1\ 9\ 8\ 9\ 7}}\quad 4}
{\displaystyle \rightarrow 519897}
A módszer helyessége azonossággal belátható:
Ha {\displaystyle x,y\in \mathbb {N} }, akkor
{\displaystyle (10x+y)\cdot 11=10\cdot 10x+10\cdot (x+y)+y}

## Négyzetre emelés

### 5-re végződő számok
Amikor egy szám 5-ösre végződik, akkor egy egyszerű szabály alapján rögtön kiszámolhatjuk a négyzetét. Vegyünk egy kétjegyű számot:
{\displaystyle 85^{2}=85\cdot 85}
Vegyük az első számjegyet, szorozzuk meg a nála 1-gyel nagyobb számmal, majd írjuk oda a végére a 25-öt.
{\displaystyle 85^{2}=8\cdot 9\cdot 100+25={\underline {7225}}}
A 100-zal való szorzás csak formailag szükséges, mert a 72 két helyi értékkel előrébb van mint a 25.
A tétel könnyen bizonyítható:
Ha {\displaystyle x,y\in \mathbb {N} }, akkor
{\displaystyle (10x+5)^{2}=x\cdot (x+1)\cdot 100+25}

### Egy különleges eset
Tegyük fel, hogy két olyan kétjegyű számot szorzunk össze, melyeknek első számjegye megegyezik, második számjegyeik összege pedig 10. Ilyenkor az első számjegyet megszorozzuk a nála 1-gyel nagyobb számmal, ezt leírjuk, majd a végére az egyes helyi értékeken álló számjegyek szorzatát tesszük.
{\displaystyle 31\cdot 39=3\cdot 4\cdot 100+9\cdot 1=1209}
{\displaystyle 74\cdot 76=7\cdot 8\cdot 100+4\cdot 6=5624}
A módszer helyessége azonossággal belátható:
Ha {\displaystyle x,y\in \mathbb {N} }, akkor
{\displaystyle (10x+y)\cdot (10x+(10-y))=x\cdot (x+1)\cdot 100+y\cdot (10-y)}

### Négyzetre emelés általánosan
Vegyünk egy kétjegyű számot. Legyen ez a 67. A 67-et kerekítjük tízes helyi értékre, így lesz belőle 70. Mivel 3-mal tértünk el, ezért a 67-ből levonjuk a 3-at. Így kaptunk két számot: A 70-et és a 64-et. Szorozzuk össze őket és adjuk hozzá az eredeti szám és a kerekített szám különbségének négyzetét.
{\displaystyle 67^{2}=67\cdot 67={\underline {70}}\cdot {\underline {64}}+(70-67)^{2}=70\cdot 64+3^{2}=4480+3^{2}=4489}
A magyarázat a következő algebrai összefüggés:
{\displaystyle a^{2}=(a+d)\cdot (a-d)+d^{2}{\mbox{, ahol}}\ a,d\in \mathbb {N} }

## A fejszámolás története

### Fejszámoló művészek
- Pataki Ferenc

## Lásd még
- Fejszámoló művész